# Käringboda naturreservat

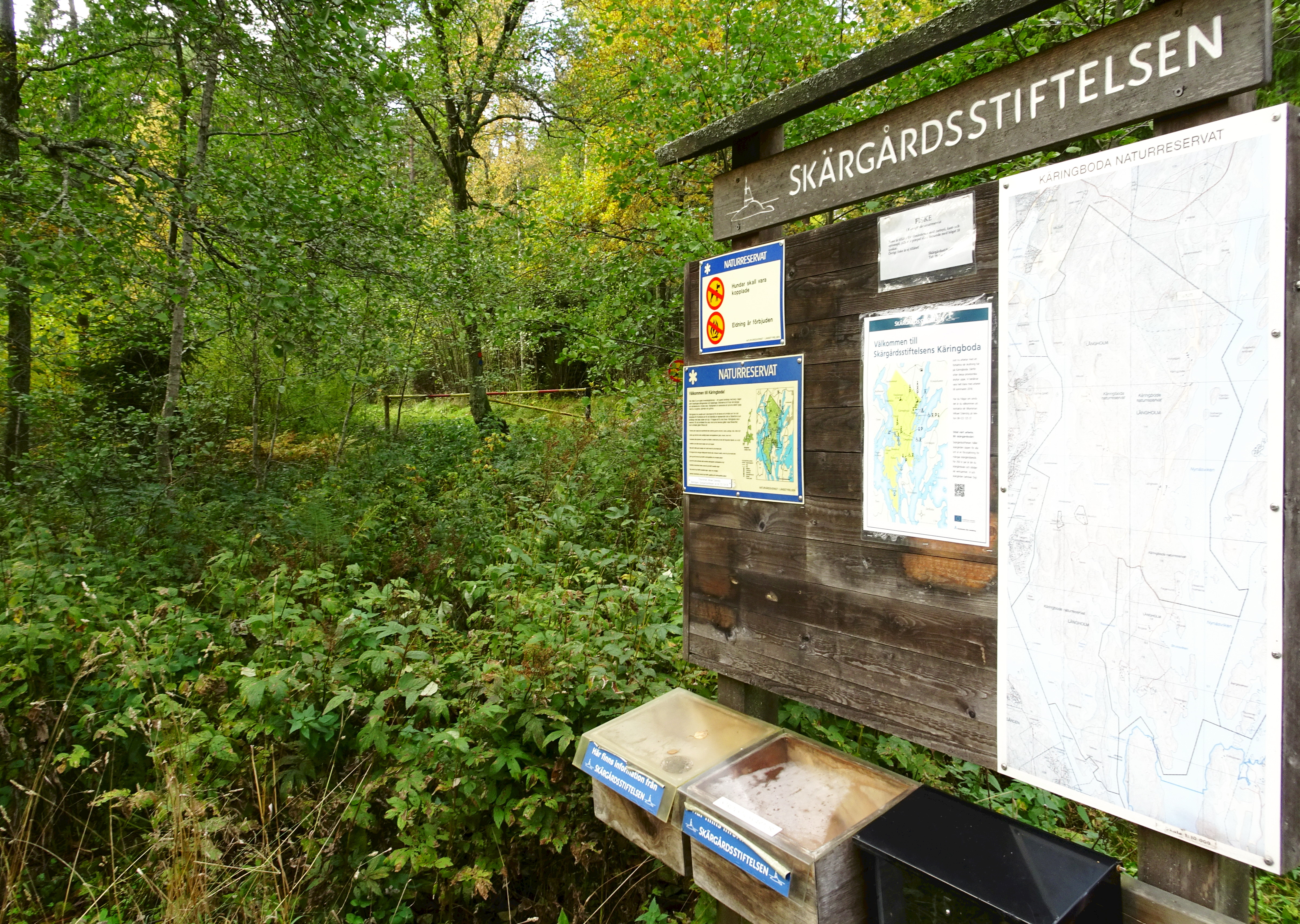
Norra entrén till reservatet, oktober 2017.

Käringboda är ett naturreservat i Ösmo distrikt, Nynäshamns kommun på Södertörns sydspets.

## Beskrivning
Naturreservatet har sitt namn efter två torp som lytt under Järflotta gård, Norra och Södra Käringboda, belägna i naturreservatets norra del. Naturreservatet omfattar en totalyta av 1 500 hektar därav 1 060 hektar land. Det bildades 1974 och förvaltas av Skärgårdsstiftelsen. Marken tillhör staten respektive privatpersoner. Inom området ligger gården Långholm som arrenderas ut. Gårdens betande djur håller hagarna och strandängarna öppna. 
Flera vandringsstigar genomkorsar området. Huvudslingan har röd markering och sammanbinder de övriga. Den går i huvudsak längs vägarna och är 8 kilometer lång. En avstickare kan göras längs röd/vit stig i nordvästra delen av reservatet till utsiktspunkten på Vinsberget med 67 meter över havet. Härifrån har besökaren en vidsträckt utsikt över Södertörn åt alla väderstreck. Stigen med gul markering utgår från parkeringen vid Grava. Den är närmare 5 km lång och löper utmed Gravamarens vatten. Badplatser finns vid Nynäsviken i närheten av Käringboda, vid fritidsgården Sågen och på västra sidan vid viken Gravamaren. Naturhamnar finns vid Rassaviken, Maren och Gravamaren.
Syftet med reservatet är att säkra och iordningställa ett område av betydelse för allmänhetens friluftsliv samt att bibehålla en del av Södertörns kust- och kulturlandskap med dess växt- och djurliv.

## Bilder

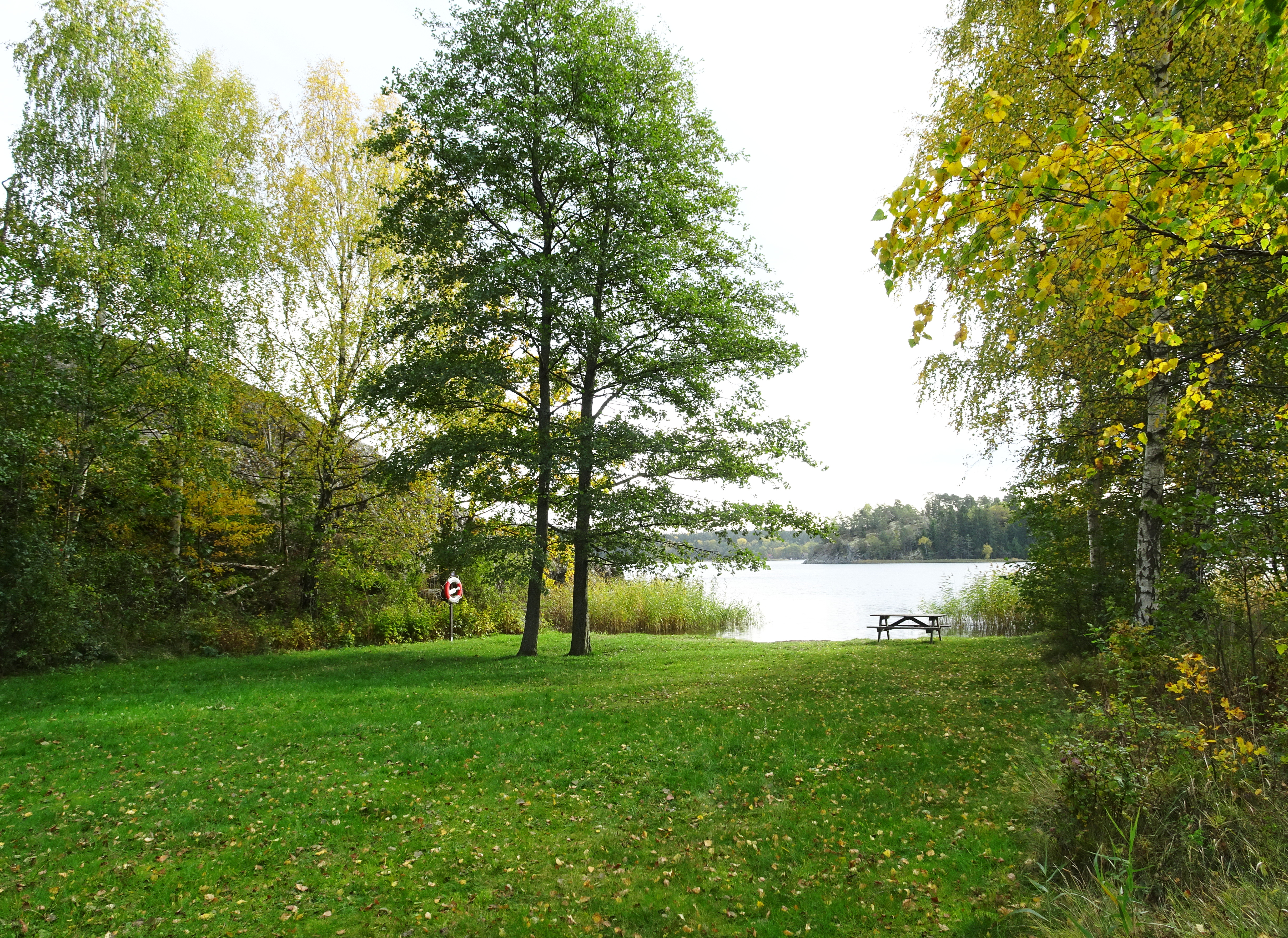
Badplatsen vid Käringboda
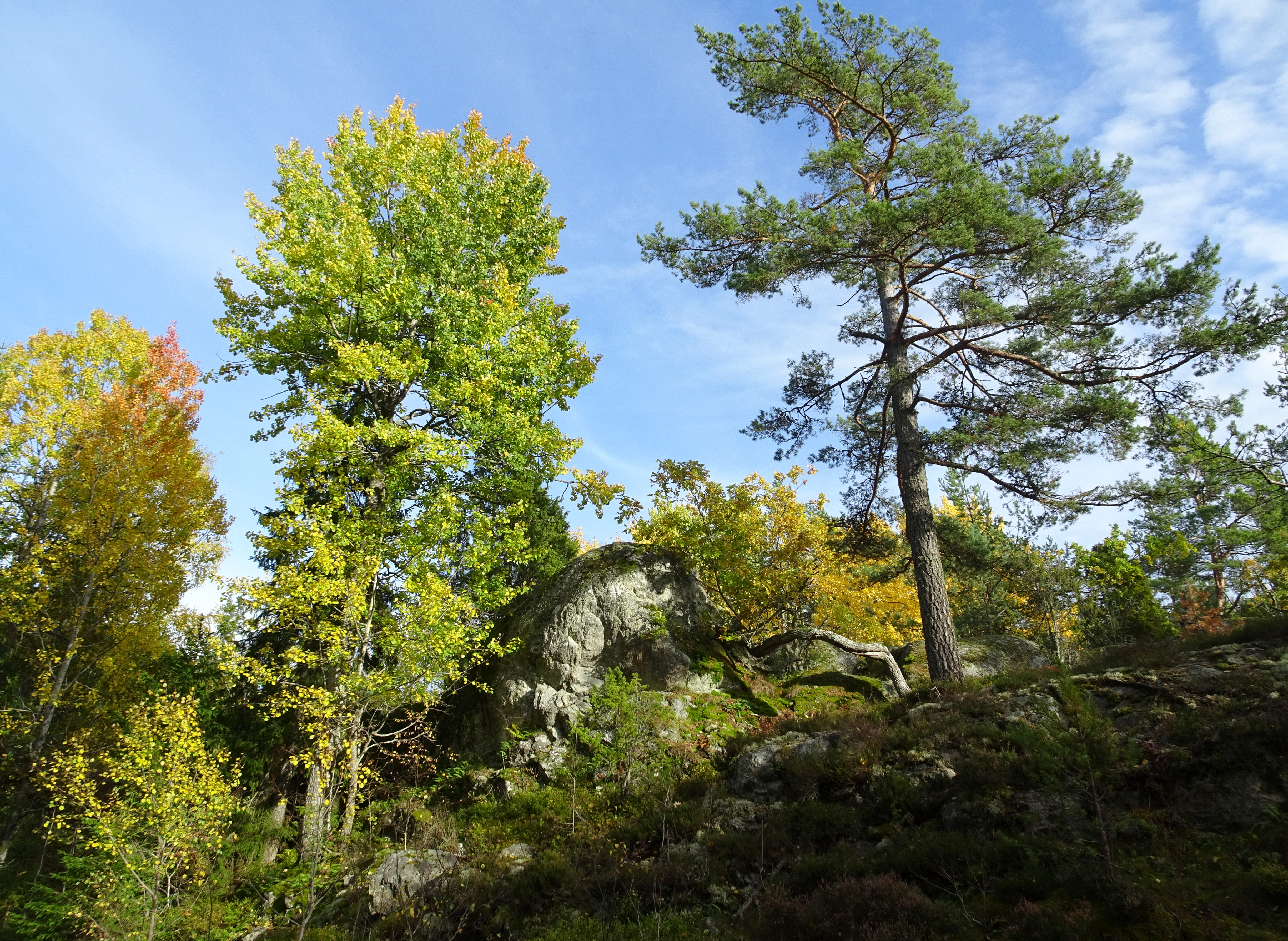
Klippor i reservatet
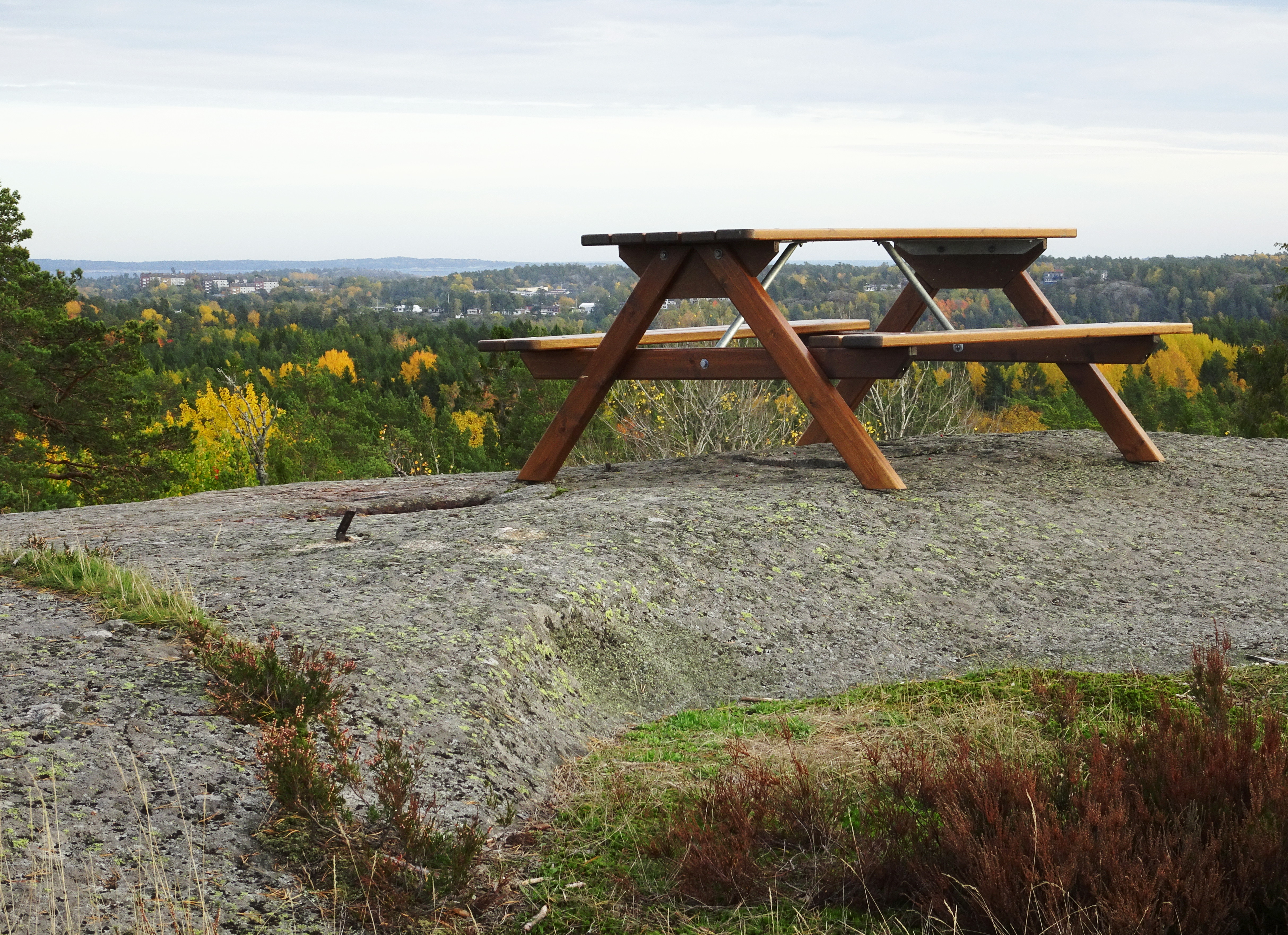
Rastplats på Vinsberget